# Romna pallida
Romna pallida är en insektsart som beskrevs av Alan C. Eyles och Carvalho 1988. Romna pallida ingår i släktet Romna och familjen ängsskinnbaggar. Inga underarter finns listade i Catalogue of Life.